# Whiting (Iowa)
Whiting és una població dels Estats Units a l'estat d'Iowa. Segons el cens del 2000 tenia 707 habitants.

## Demografia
Segons el cens del 2000, Whiting tenia 707 habitants, 301 habitatges, i 189 famílies. La densitat de població era de 273 habitants/km².
Dels 301 habitatges en un 30,9% hi vivien nens de menys de 18 anys, en un 51,8% hi vivien parelles casades, en un 9,6% dones solteres, i en un 37,2% no eren unitats familiars. En el 33,9% dels habitatges hi vivien persones soles el 19,9% de les quals corresponia a persones de 65 anys o més que vivien soles. El nombre mitjà de persones vivint en cada habitatge era de 2,35 i el nombre mitjà de persones que vivien en cada família era de 3,02.
Per edats la població es repartia de la següent manera: un 26,2% tenia menys de 18 anys, un 8,6% entre 18 i 24, un 25,6% entre 25 i 44, un 18,5% de 45 a 60 i un 21,1% 65 anys o més.
L'edat mediana era de 40 anys. Per cada 100 dones de 18 o més anys hi havia 83,2 homes.
La renda mediana per habitatge era de 32.212 $ i la renda mediana per família de 43.365 $. Els homes tenien una renda mediana de 31.827 $ mentre que les dones 23.000 $. La renda per capita de la població era de 16.284 $. Entorn del 6,8% de les famílies i el 8,8% de la població estaven per davall del llindar de pobresa.

## Poblacions més properes
El següent diagrama mostra les poblacions més properes.